# オープンストリームホールディングス
株式会社オープンストリームホールディングス（OPENSTREAM HOLDINGS CO．，LTD．）は、AI、IoT、クラウド、ビッグデータを駆使したソリューションを提供するシステムインテグレーション事業および、自社開発のソフトウェア/サービスの製造・販売を行うプロダクト事業を展開する 株式会社オープンストリームと、ニュートラル株式会社を子会社に持つ持株会社。

## 沿革
- 2020年（令和2年）
  - 株式会社オープンストリームホールディングス創立。
- 2021年（令和3年）
  - オープンストリームホールディングス体制として、株式会社オープンストリームおよびニュートラル株式会社を傘下に業務を本格開始。
- 2022年（令和4年）
  - ニュートラル株式会社の製造業の生産性向上やIoT活用によるスマート工場化を支援するサービス「Quickシリーズ」の事業を株式会社オープンストリームへ承継。
  - グループ3社共同で展示会「名古屋スマート工場EXPO」へ出展。
  - U-22プログラミング・コンテストへゴールドスポンサーとして最終審査会に初参加。
- 2024年（令和6年）
  - オープンストリームホールディングスグループが加盟するSAJ（一般社団法人ソフトウェア協会）のスマートシティ研究会にて、佐賀県武雄市向けの独自の人流データプラットフォームをリリース
  - 株式会社豆蔵K2TOPホールディングスからアクセンチュア株式会社へ株主が変更。

## 事業・製品・サービス
- システムインテグレーション事業
- プロダクト事業
  - ビジネスUIプラットフォーム「Biz/Browser」
  - スマート工場ソリューション「Quickシリーズ」
- システム開発者の教育事業

## 事業所
- 本社 - 東京都新宿区西新宿2-7-1　新宿第一生命ビルディング9F（MAP）

## 関連会社
- アクセンチュア株式会社（株主）
- 株式会社オープンストリーム（子会社）
- ニュートラル株式会社（子会社）